# Laphria virginica
Laphria virginica är en tvåvingeart som först beskrevs av Banks 1917.  Laphria virginica ingår i släktet Laphria och familjen rovflugor. Inga underarter finns listade i Catalogue of Life.